# Vererbung von Farbe und Zeichnung beim Haushuhn
Die Vererbung von Farbe und Zeichnung beim Haushuhn beruht auf mehreren unterschiedlichen Genen, welche die Wirkung von Melanin im Gefieder steuern. Sie ist sowohl für die wirtschaftliche als auch für die hobbymäßige Hühnerzucht von Bedeutung.

## Gefiederfarbe und -zeichnung

### Ursprung der Farbschläge
Der Vorfahre des Haushuhnes, das Bankivahuhn (Gallus gallus gallus), hat eine sehr geringe Abwechslung in den Gefiederfarben. Bei den modernen Hühnern findet man jedoch ein ungemein großes Spektrum an Farben und Gefiedermustern, die im Laufe der Jahrtausende durch die Auswahl von Mutationen entstanden sind.

### Die biochemische Grundlage der Pigmentierung
Die Farbe der Federn wird bestimmt durch die Anwesenheit oder Abwesenheit zweier Pigmente: Eumelanin und Phäomelanin. Eumelanin verursacht eine schwarze oder tief dunkelbraune Farbe. Phäomelanin führt zu einer Goldfarbe, die variieren kann zwischen hellgelb und dunkelrot. Die Abwesenheit jeglicher Pigmente führt zu einem weißen Gefieder.

### Geschlechtsunterschiede
Außer bei einfarbigen Farbschlägen und Rassen mit Hennefederigkeit, ist die Farbzeichnung der Hennen und Hähne einer Rasse deutlich unterschiedlich. Hähne besitzen oft farbreiches Ziergefieder, das heißt langes Gefieder im Hals- und hinteren Rückenbereich und lange Schwanzfedern.

### Wildtyp

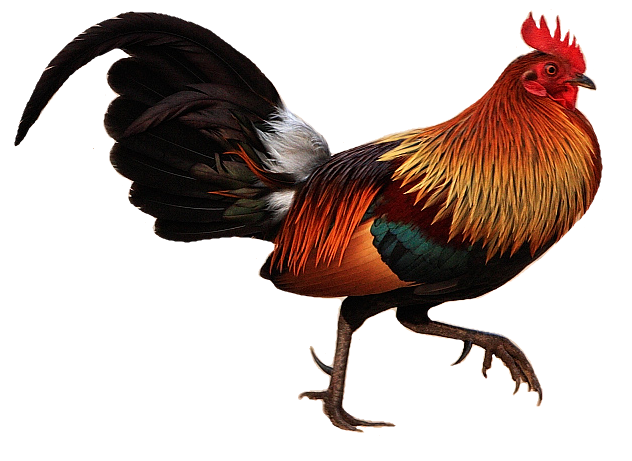
Bankivahahn

Die Farbvariante die den Farben des Bankivahuhn entsprechen, werden meistens als „rebhuhnfarben“ oder „Wildtyp“ bezeichnet. Die Allele des Bankivahuhnes werden als Basis für die Genetik des Haushuhnes genommen. Zur Kennzeichnung werden die „Ursprungsallele“ häufig mit einem Pluszeichen (+) versehen.

### Bedeutung für die Hühnerzucht
Wissenschaftliche Aktivitäten bezüglich der Haushuhngenetik werden häufig durch die Wirtschaftsinteressen der industriellen Hühnerzucht gesteuert und beschränken sich häufig auf wirtschaftlich relevante Aspekte wie die der weißen Farbe der Masthühner. Die Hobbyhühnerzucht hat allerdings ebenfalls viele genetische Phänomene geklärt aufgrund der oft komplizierten Zuchtziele in diesem Bereich.

## Farbrelevante Gene

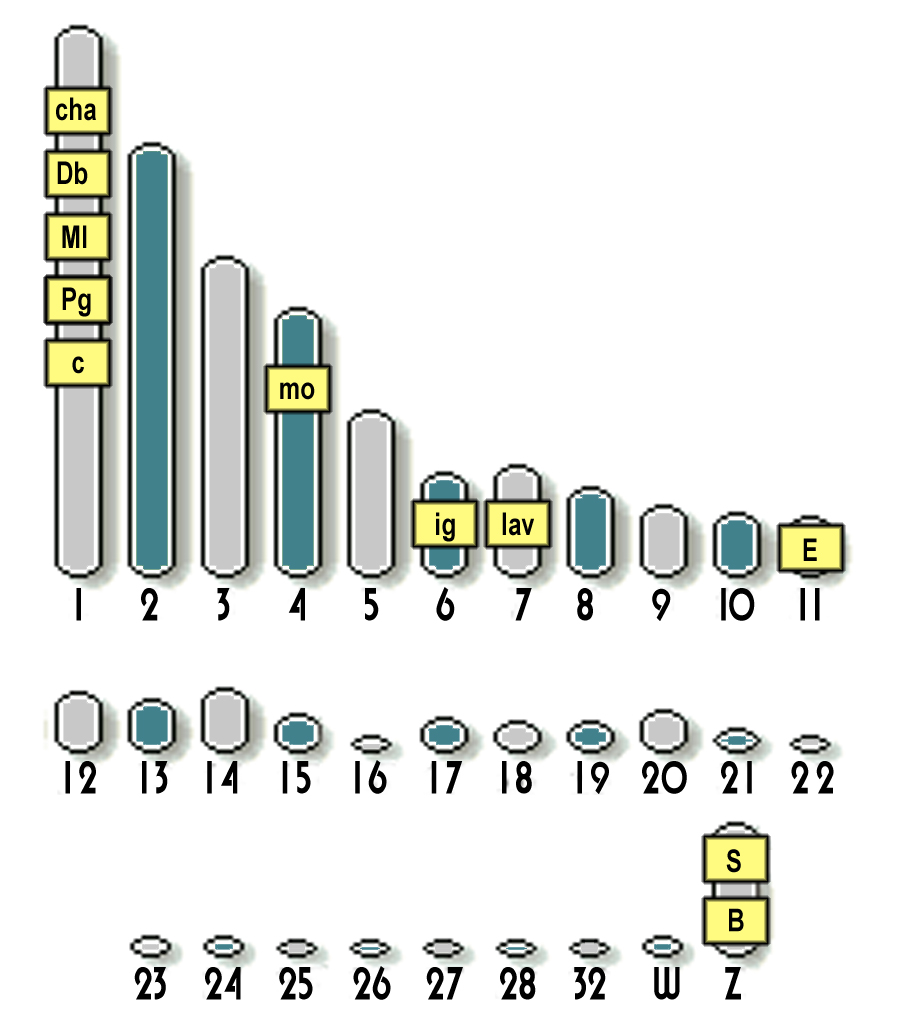
Chomosomenkarte des Haushuhnes mit einigen farb- und zeichnungsrelevanten Genen

Das Genom des Haushuhnes ist seit einigen Jahren vollständig entschlüsselt. Zudem wurde auch die chromosomale Position der farbrelevanten Gene größtenteils geklärt (siehe Chromosomenkarte). Folgende Gene werden mit den Abkürzungen der englischen Beschreibungen gekennzeichnet.

### E („Extended black“)
Bestimmt die Ausdehnung von Schwarz in der Zeichnung. Es liegen mehrere Allele vor: E (gleichmäßig schwarz), Er (Berken), Ewh (Weizen), e (Columbia) und e+ (Wildtyp).

### Co („Columbia“)
Bestimmt die Ausdehnung von Schwarz des Brust- und Flügelgefieders beim Hahn. Vererbt autosomal dominant.

### Db („Dark brown“)
Bestimmt die Ausdehnung von Schwarz des Brust- und Flügelgefieder beim Hahn, ähnlich wie Co. Vererbt autosomal dominant.

### Pg („Pattern gene“)

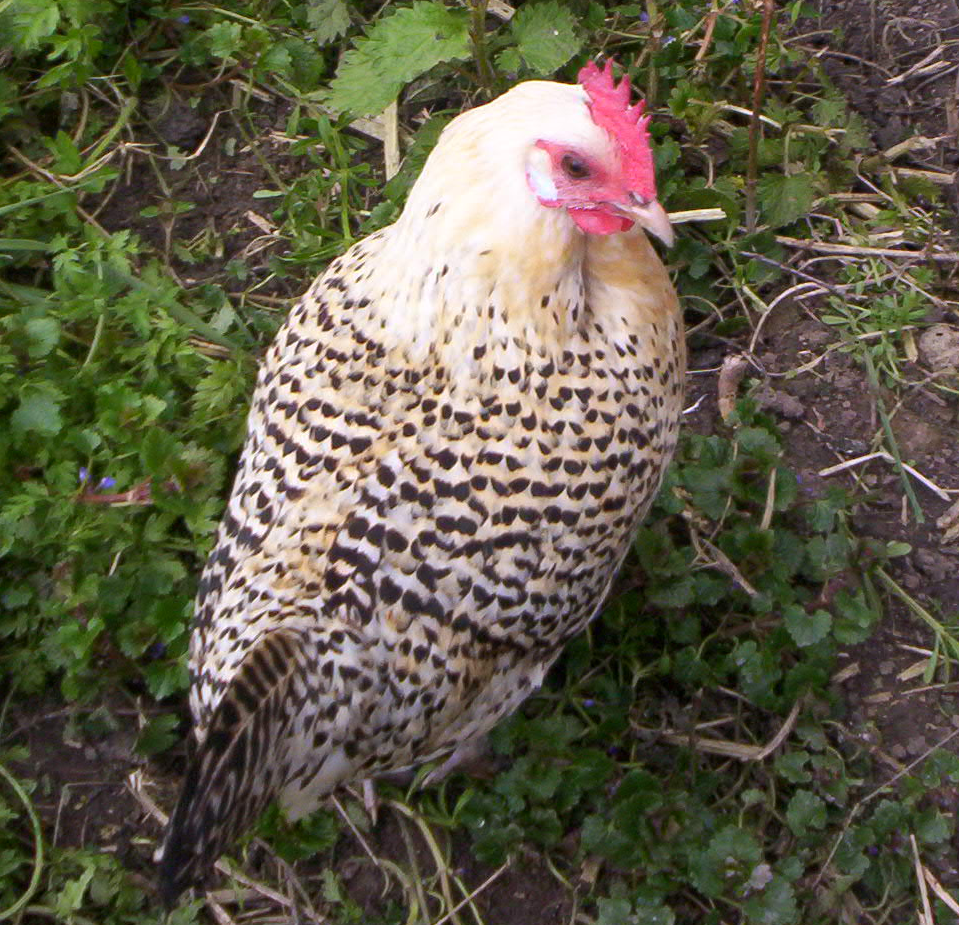
Die Wirkung des Pg-Gens im Gefieder einer Ostfriesischen Zwerg-Möwe

Steuert die Säumung der Federn bei Hennen. Bei Hähnen entsteht Säumung lediglich in Kombination mit anderen Genen. Vererbt autosomal dominant.

### Ml („Melanotic“)
Vertont das Schwarz in der Zeichnung. Bestimmt auch komplexere Muster in Kombination mit anderen Genen. Vererbt autosomal dominant.

### Cha („Charcoal“)
Vertont das Schwarz in der Zeichnung, sei es weniger als Ml. Bestimmt auch komplexere Muster in Kombination mit anderen Genen. Vererbt inkomplett autosomal rezessiv.

### Mh („Mahogany“)
Verändert goldfarbene Bereiche in Rotbraun. Vererbt autosomal dominant.

### Di („Dilution“)
Hellt die Goldfarbe auf. Vererbt autosomal dominant.

### Ig („Inhibitor of gold“)
Verändert Goldfarbe in Zitronengelb. Vererbt autosomal rezessiv.

### Cb („Champagne blonde“)
Hellt die Goldfarbe auf, wie Di. Vererbt autosomal dominant.

### S („Silver“)

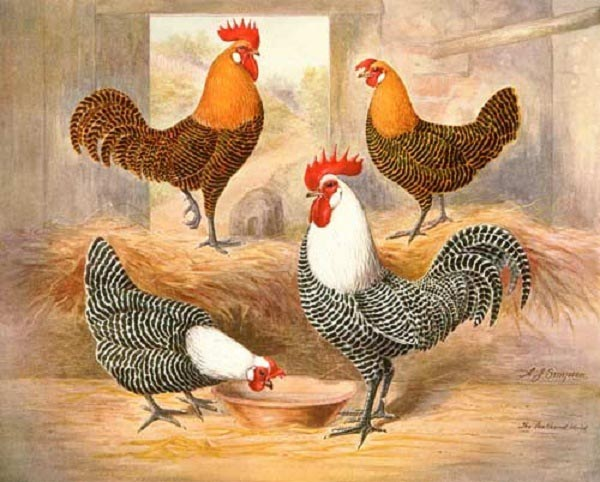
Campiner ohne (oben) und mit (unten) Silberfaktor S

Verändert die Goldfarbe in Weiß. Vererbt dominant geschlechtsgebunden.

### B („Barred“)
Bewirkt eine Querstreifung der Federn mit hellen und dunklen Streifen. Vererbt dominant geschlechtsgebunden.

### Choc („Chocolate“)
Hellt schwarze Bereich auf zu Braun. Vererbt rezessiv geschlechtsgebunden.

### I („Inhibitor“)
Bestimmt die Weißfärbung der ursprünglich schwarzen Bereiche, ähnlich wie C. Vererbt autosomal dominant. Es existieren auch andere Allele: Id (Braun- oder Beigefärbung schwarzer Bereiche) und Is (Graublaufärbung schwarzer Bereiche).

### Bl („Blue“)
Verändert Schwarz in Grau bei mischerbigen Tieren. Verursacht bei Homozygotie ein Splashmuster. Vererbt inkomplett autosomal dominant.

### Mo („Mottled“)
Verursacht weiße Federspitzen. Vererbt autosomal rezessiv.

### C („Coloured“)
Chromogen, Farbbildungsfaktor, Bildung von Pigment. Vererbt autosomal dominant.

### Lav („Lavender“)
Verdünnt Schwarz zu einem hellen Grau und verdünnt Goldfarbe zu Isabellfarbe. Vererbt autosomal rezessiv.